# Adenízia da Silva
Adenízia Ferreira da Silva (18 de desembre de 1986 en Ibiaí) és una jugadora de voleibol de Brasil que juga pel Sollys/Osasco.

## Trajectòria
Va començar a jugar als 11 anys en el Clube Filadélfia. Als 13 es va unir al seu actual club, el Grêmio de Vôlei Osasco. Va guanyar la medalla de bronze i el premi a la "Millor Bloquejadora" en la Copa Panamericana de Voleibol Femení de 2005 celebrat a Santo Domingo, República Dominicana. Va guanyar el premi al "Millor servei" i la medalla d'or amb el seu equip en la Copa Final Four 2009 celebrada a Lima, Perú.
En la temporada 2009/2010 va guanyar amb el seu equip Osasco Voleibol Clube la Superlliga brasilera de voleibol i en 2010 el campionat Sud-americà. Va guanyar la medalla de bronze en el Campionat Mundial de Clubs de la FIVB disputat a Doha, Qatar amb el seu equip. També va ser guardonada amb el premi a la "Millor Bloquejadora del torneig".
Jugant també amb l'Osasco va guanyar la medalla d'or en el Campionat Mundial de Clubs de la FIVB de 2012 celebrat a Doha, Qatar.

## Clubs
- Finasa/Osasco (2005–2009)
- Sollys/Osasco (2009–2011)
- Sollys/Nestlé (2011–2013)
- Molico/Osasco (2013–2016)

## Palmarès

### Equip nacional

#### Sènior
- Jocs Olímpics de Londres 2012 –  Or[11]
- Copa Mundial Champions Cup de Voleibol de 2009 –  Plata
- Grand Prix de Voleibol de 2009 –  Or
- Campionat Sud-americà de Voleibol Femení de 2009 –  Or
- Montreux Volley Masters (2009) –  Or

#### Junior
- Campionat Mundial de Voleibol sub-20 de 2005 –  Or
- Copa Panamericana de Voleibol Femení (2005) –  Bronze
- 2003 FIVB Girls Youth World Championship –  Bronze
- Campionat Sud-americà de Voleibol Femení Sub-18 –  Or

### Clubs
- Superliga Brasilera 2007–2008 –  Subcampiona amb el Finasa/Osasco.
- Salonpas Cup de 2008 -  Campiona amb el Finasa/Osasco.
- Superliga Brasilera 2008–2009 –  Subcampiona amb el Finasa/Osasco.
- Superliga Brasilera 2009–2010 –  Campiona amb el Sollys/Osasco.
- Campionat Mundial de Clubs de la FIVB de 2010 –  Subcampiona amb el Sollys/Osasco.
- Campionat Sud-americà de Voleibol Femení per Clubs de 2010 –  Campiona amb el Sollys/Osasco.
- Campionat Mundial de Clubs de la FIVB de 2011 –  Tercer lloc amb el Sollys/Nestle.
- Campionat Mundial de Clubs de la FIVB de 2012 -  Campiona amb el Sollys Nestlé Osasco.

### Individuals
- Millor bloquejadora de la Copa Panamericana de Voleibol de 2005
- Millor servei de la Copa Final Four de 2009
- Millor bloquejadora del Campionat del Món de Clubs de 2011
- Millor spiker del Campionat Sud-americà de clubs de 2012